# Сент-Фортюнад
Сент-Фортюна́д (фр. Sainte-Fortunade, окс. Senta Fortunada) — коммуна во Франции, находится в регионе Лимузен. Департамент — Коррез. Входит в состав кантона Тюль-Кампань-Сюд. Округ коммуны — Тюль.
Код INSEE коммуны — 19203.
Коммуна расположена приблизительно в 410 км к югу от Парижа, в 85 км юго-восточнее Лиможа, в 7 км к югу от Тюля.

## Население
Население коммуны на 2008 год составляло 1761 человек.
| 1962 | 1968 | 1975 | 1982 | 1990 | 1999 | 2008 |
| ---- | ---- | ---- | ---- | ---- | ---- | ---- |
| 1546 | 1378 | 1360 | 1619 | 1605 | 1718 | 1761 |

## Экономика

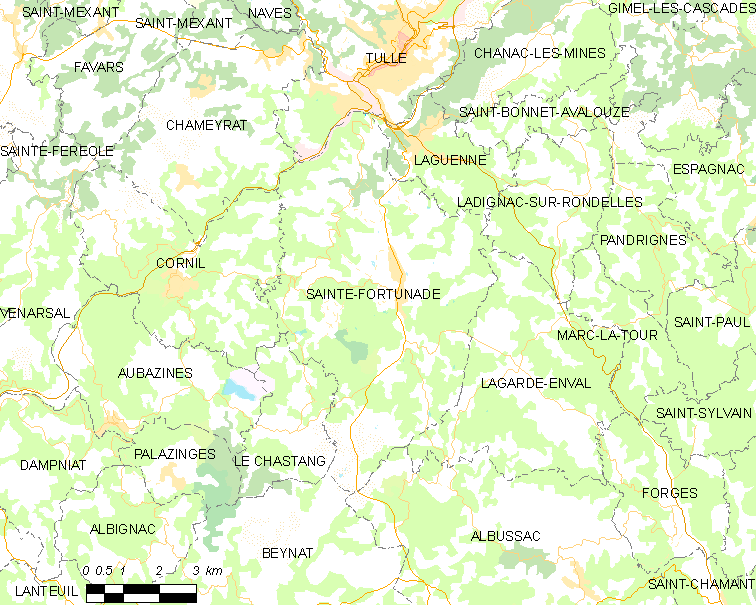
Карта коммуны

В 2007 году среди 1131 человека в трудоспособном возрасте (15-64 лет) 833 были экономически активными, 298 — неактивными (показатель активности — 73,7 %, в 1999 году было 73,2 %). Из 833 активных работали 798 человек (413 мужчин и 385 женщин), безработных было 35 (12 мужчин и 23 женщины). Среди 298 неактивных 72 человека были учениками или студентами, 161 — пенсионерами, 65 были неактивными по другим причинам.

## Достопримечательности
- Замок Сент-Фортюнад (XV век). Памятник истории с 1997 года[3]
- Церковь Сен-Марсьяль (XII век). Памятник истории с 1927 года[4]
- Замок Моргье (XVII век). Памятник истории с 1985 года[5]